# Heinrich Friedrich Jacobson
Heinrich Friedrich Jacobson (* 8. Juni 1804 in Marienwerder; † 19. März 1868 in Königsberg (Preußen)) war ein preußischer Kirchenrechtler.

## Leben
Jacobson war der Sohn eines jüdischen Kaufmannes und sollte zunächst ebenfalls Kaufmann werden. Er besuchte das Gymnasium Marienwerder. Seine Abschiedsrede beim Abitur befasste sich mit den Pflichten des akademischen Lebens. Nach seiner Taufe wollte er zunächst Theologie studieren, entschied sich dann aber für ein Studium der Rechte. Er studierte an der Albertus-Universität Königsberg, der Georg-August-Universität Göttingen und der Friedrich-Wilhelms-Universität zu Berlin. Er konnte sich in Königsberg habilitieren und erhielt dort 1831 eine außerordentliche, 1836 eine ordentliche Professur der Rechte. Jacobsons publizistische Tätigkeit wandte sich fast ausschließlich dem Kirchenrecht zu, indem er sich bemühte, die theologische und die juristische Seite dieser Disziplin zu verbinden und auf historischer Grundlage ein System des gemeinen und preußischen Kirchenrechts aufzubauen. Auch an den kirchlichen Bewegungen der Zeit, so an der Frage über die gemischten Ehen (1835), über die Kniebeugung der Protestanten in Bayern (1844), über die Ruppsche Angelegenheit (1846), beteiligte er sich in Schriften, welche ihn als den Anhänger einer freien evangelischen Kirchenauffassung bekunden. 1862 von der Theologischen Fakultät zu Königsberg durch das Doktorat der Theologie ausgezeichnet, 1865 zum Geheimen Justizrat ernannt, starb er mit 63 Jahren.

## Werke
- Kirchenrechtlichen Versuche, 2 Bände. Königsberg 1831/33.
- Beitrag zur Geschichte der preußischen Klöster. Über die Klöster des Zisterzienserordens. In: Neues allgemeines Archiv für die Geschichte des Preußischen Staats. Band 2, Berlin Posen Bromberg 1836, 33–42  (Volltext), S. 193–259  (Volltext) und S. 289–386 (Volltext).
- Geschichte der Quellen des Kirchenrechts des preußischen Staats, mit Urkunden und Regesten. Königsberg 1837–44 (drei Bände). Digitalisierte Ausgabe der Universitäts- und Landesbibliothek Düsseldorf
  - Teil I: Die Provinzen Preußen und Posen
    - Band 1:  Das katholische Kirchenrecht, Königsberg 1837 (Digitalisat)
    - Band 2: Das evangelische Kirchenrecht, Königsberg 1839  (Digitalisat).

  - Teil II
- Das evangelische Kirchenrecht des preußischen Staats und seiner Provinzen. Halle 1864–1866 (2 Teile).
  - Band 1, Halle 1864 (Volltext) (zeitgenössische Rezension)
  - Band 2, Halle 1866
- Der preußische Staat. Leipzig 1854.
- Über das österreichische Konkordat. Leipzig 1856.